# Rolf Degerman
Rolf Sigvard Degerman, född 22 augusti 1909 i Härnösands församling i Västernorrlands län, död 3 augusti 1979 i Eskilstuna Fors församling i Södermanlands län, var en svensk kompositör, kapellmästare och pianist. 
Rolf Degerman var son till folkskolläraren August Degerman och Emma Margreta Lidborg. Degerman debuterade som 17-åring med valsen "Ådalens poesi". Han uppträdde i folkparkerna som ackompanjatör åt olika artister och har på grammofonskivor varit verksam både som solopianist och med egen orkester.
Han var 1933–1946 gift med Elsy Evanny Andersson (1912–1983) och från 1947 med servitrisen Agda Ådén (1898–1990). Tillsammans med Greta Wassberg, som han under många år ackompanjerade, fick han sonen Sigge Wassberg (1927–1971) som är far till musikern Sigge Hill. 
Rolf Degerman är begraven på Sankt Eskils kyrkogård i Eskilstuna tillsammans med andra hustrun.

## Diskografi i urval
- Twenty fingers - Rolf Degerman, piano
- Electric girl - Rolf Degerman

## Kompositioner i urval
- "Bondbröllop" (Swedish Wedding), text Einar Moberg
- "En gång förälskad - alltid förälskad", text Bengt Haslum
- "Rosenhult och Solby", text Emil Hagström
- "Taklagspolka", text Bengt Ewe
- "När du sagt godnatt", text Einar Moberg